# Florian Kastenmeier
Florian Kastenmeier (* 28. Juni 1997 in Regensburg) ist ein deutscher Fußballtorwart, der bei Fortuna Düsseldorf unter Vertrag steht.

## Karriere

### Verein
Kastenmeier stammt aus der Jugend des SSV Jahn Regensburg. Als B-Jugendlicher schloss er sich dem FC Augsburg an und kam für diesen in der B- sowie in der A-Junioren-Bundesliga zum Einsatz. In beiden Altersklassen war er stets die erste Wahl im Tor und stand in der Saison 2014/15 das erste Mal einsatzlos im Regionalligakader der zweiten Mannschaft. In diese wurde er im Sommer 2015 fest integriert und wechselte sich im Tor mit Ioannis Gelios und Flemming Niemann ab; 2016/17 schloss er die Spielzeit mit Augsburg auf Rang 4 ab.
Zur Spielzeit 2017/18 wechselte der Torhüter zum VfB Stuttgart, in dessen Regionalligateam er ab der Vorbereitungsphase Stammkeeper war. Im Frühjahr 2019 folgte nach lediglich drei verpassten Saisonspielen für Kastenmeier und den VfB der Abstieg in die Oberliga Baden-Württemberg.
Daraufhin kam der junge Torwart im folgenden Sommer beim Bundesligisten Fortuna Düsseldorf unter, wo er einen bis Juni 2022 gültigen Vertrag erhielt. Nach einer Verletzung des ersten Torhüters Zack Steffen wurde Kastenmeier, der bis dahin stets auf der Bank gesessen hatte, am ersten Spieltag der Rückrunde gegen Werder Bremen den älteren Vertretern Raphael Wolf, Michael Rensing und Tim Wiesner vorgezogen und erstmals in der höchsten deutschen Spielklasse eingesetzt. Bei seiner Premiere unterlief ihm ein Eigentor, das den Siegtreffer für die Norddeutschen bedeutete. Im Viertelfinale des DFB-Pokals 2019/20, das Düsseldorf gegen den 1. FC Saarbrücken verlor, leistete Kastenmeier hingegen per Kopf die Vorlage zum 1:1 durch Zanka, das für die Verlängerung sorgte. Zum Ende derselben Saison stieg er mit Fortuna Düsseldorf in die zweite Liga ab. Er blieb ab der Saison 2020/21 Stammtorhüter des Vereins.
Im August 2023 verlängerte Kastenmeier seinen laufenden Vertrag bei Fortuna Düsseldorf bis 2026. Im Heimspiel gegen den Karlsruher SC am 1. September 2023 führte er in Vertretung für den verletzten André Hoffmann die Mannschaft erstmals als Kapitän.

### Nationalmannschaft
Im Dezember 2014 absolvierte Kastenmeier ein Freundschaftsspiel mit der deutschen U-18 gegen die USA.

## Auszeichnungen
- DFB-Fair-Play-Medaille: 2020